# فراپوچینو
فراپوچینو (انگلیسی: Frappuccino) برند نماد بازرگانی شدهٔ استارباکس برای خطی از نوشیدنی‌های قهوه‌ای درهم‌آمیخته‌است که سرد سرو می‌شوند. این نوشیدنی شامل قهوه یا محتویات پایه مثل موز و توت فرنگی است که با یخ و دیگر مواد مخلوط شده و معمولاً خامهٔ زده شده روی آن قرار می‌گیرد. فرپوچینوها را به صورت بطری نیز در مغازه‌ها و دستگاه‌های خودفروش عرضه می‌کنند.